# A Nod and a Wink
A Nod and a Wink è il quattordicesimo album in studio del gruppo rock progressivo britannico Camel, pubblicato nel 2002. Il disco è dedicato alla memoria dello storico tastierista del gruppo Peter Bardens, morto lo stesso anno per un cancro ai polmoni.

## Tracce
1. A Nod and a Wink (Andrew Latimer, Susan Hoover, Guy LeBlanc) – 11:16
2. Simple Pleasures (Latimer, Hoover) – 5:31
3. A Boy's Life (Latimer, Hoover) – 7:20
4. Fox Hill (Latimer, Hoover) – 9:19
5. The Miller's Tale (Latimer, Hoover) – 3:34
6. Squigely Fair (Latimer) – 8:02
7. For Today (Latimer, Hoover, LeBlanc) – 10:40
8. After All These Years (Latimer, LeBlanc) – 5:52

## Formazione

### Gruppo
- Andrew Latimer – chitarra, flauto, tastiera, voce
- Colin Bass – basso, cori
- Guy LeBlanc – tastiera, cori
- Denis Clement – batteria

### Altri musicisti
- Terry Carelton – batteria (2,6), cori (7)
- J.R. Johnston – cori (7)